# Malasia en el Festival de la Canción de la UAR
Malasia debutó en Seúl, Corea del Sur el 14 de octubre del 2012 donde compartió esceario con otras 11 naciones de Asia y Oceanía. En esta primera edición del festival se realizó en el KBS Concert Hall Seoul.
Su representante fue Hafiz un cantante de 22 años que fue fichado por la RTM que es la cadena nacional de televisión encargada de la representación de Malasia, Hafiz fue seleccionado internamente por la cadena a principios de octubre con el tema "Awan Nano", Hafiz se combertiria en el primer representante de Malasia en los festivales de la canción de la UAR o en inglés ABU TV Song festival, también Malasia dubuto en uno de los festivales de la UAR, el Festival radiofónico de la canción de la UAR o ABU Radio Song Festival en inglés, donde Malasia quedó en 5º lugar, si bien el Festival radiofónico de la canción de la UAR es competitivo el Festival de la canción de la UAR no lo es.

## Participaciones de Malasia en el Festival de la canción de la UAR
| Año  | Sede  | Artista | Canción      | Idioma | N.º de Actuación |
| ---- | ----- | ------- | ------------ | ------ | ---------------- |
| 2012 | Seúl  | Hafiz   | "Awan Nano"  | Malayo | N.º 05           |
| 2013 | Hanói | Alyah   | "Kisah hati" | Malayo | N.º 10           |